# Wilhelm Peter Stommel
Wilhelm Peter Stommel (Bad Godesberg, 9 de fevereiro de 1938) é um economista e político alemão da CDU.

## Biografia
Stommel é economista graduado e empresário de profissão.  Ele foi eleito em 1976 no distrito eleitoral de Lüdinghausen, diretamente no Bundestag alemão.  Após o fim da legislatura, Stommel demitiu-se do Bundestag, mas assumiu novamente em 21 de março de 1985 no lugar do deputado Willi Weiskirch.  Assim, Stommel foi de 1976-1980 e de 1985 a 1987 Membro do Bundestag alemão.
A Universidade Federal do Ceará lhe outorgou em 13 de abril de 1989 o título de doutor Honoris causa.